# Jindřich II. z Montmorency
Jindřich II. z Montmorency (30. dubna 1595, Chantilly – 30. října 1632, Toulouse) byl francouzský šlechtic a vojenský velitel.

## Život
Jindřich se narodil v Chantilly jako jediný syn Jindřicha I. z Montmorency a jeho druhé manželky Luisy de Budos. Byl kmotřencem krále Jindřicha IV. a neustále dostával známky královské náklonnosti. Jeho jméno a jeho osobnost ho v raném věku učinili miláčkem dvora a lidu. Bylo mu sedmnáct let, když jej král Ludvík XIII. povýšil na velkoadmirála. V roce 1614 se stal nástupcem svého otce jako vévoda z Montmorency. Byl také guvernérem Languedocu.
Získal z držení protestantů několik důležitých míst a byl přítomen při obléhání Montaubanu a Montpellier. Při obnovení občanské války v roce 1625 byla pod jeho velením flotila vyslaná z Holandska na pomoc francouzskému králi. V roce 1625 porazil protestantskou flotilu vedenou Soubisem a tabavil Île de Ré a ostrov Oléron, žárlivý kardinál Richelieu jej však zbavil prostředků, jak této výhody využít.
V letech 1628 až 1629 Jindřich vedl v Languedocu královskou armádu v boji proti vévodovi de Rohan a tohoto slavného hugenotského velitele porazil.
V roce 1630 získal pověst vojenského vůdce ve válce proti Španělům v Piemontu. Porazil Piemonťany v bitvě u Veillane, kde přes příkop zaútočil v čele králových žandarmů, vlastní rukou zajal nepřátelského generála Carla Doriu a bojoval jako obyčejný voják, dokud nebyl nepřítel zcela vyhnán z pole. Toto vítězství bylo následováno získáním obléhaného Casalu a dobytím Saluzza. Za tyto úspěchy byl Jindřich jmenován maršálem Francie.
Na vrcholu své slávy a vlivu byl požádán, aby se připojil k odpůrcům králova prvního ministra, kardinála Richelieu. Nelíbily se mu Richelieuovy pokusy udržet na uzdě vliv jeho třídy, a tak v roce 1632 využil svého postavení guvernéra v Languedocu, zvýšil dávky vojsk a peněz, připojil se ke straně Gastona, vévody z Orleánsu (králova bratra) a převzal velení nad armádou šesti nebo sedmi tisíc mužů.
Marně se zkoušelo vyjednávat; Jindřich byl konfrontován a poražen v bitvě u Castelnaudary maršálem de Schomberg. Ve snaze napodobit své vítězství u Avigliany vedl Jindřich útok do královského tábora v čele několika jezdců. Cestu mu však prořízlo šest řad pěchoty mezi pokračující sprškou výstřelů Jindřich bojoval proti ohromnému počtu, dokud jeho kůň nepadl mrtev. Těžce raněn byl zajat.
Opuštěný Gastonem, byl nemilosrdným Richelieuem odsouzen k smrti, jako příklad pro zbytek spiklenecké šlechty. Marně o jeho život prosily lidé všeho postavení ve Francii. Jediným zmírněním trestu, které bylo možné od Ludvíka XIII. získat, bylo, že poprava měla být soukromá. Jindřich byl popraven 30. října 1632 na městském kopci v Toulouse. Jeho tituly přešly na jeho starší sestru Šarlotu Markétu, kněžnu z Condé.